# Sainte-Aurence-Cazaux
Sainte-Aurence-Cazaux (gaskognisch: Senta Aurensa e Casaus) ist eine französische Gemeinde mit 90 Einwohnern (Stand 1. Januar 2022) im Département Gers in der Region Okzitanien (bis 2015 Midi-Pyrénées); sie gehört zum Arrondissement Mirande und zum Gemeindeverband Astarac Arros en Gascogne. Die Bewohner nennen sich Sainte-Aurennais/Sainte-Aurennaises.

## Geografie
Sainte-Aurence-Cazaux liegt rund 16 Kilometer südsüdöstlich von Mirande und 33 Kilometer südwestlich von Auch im Süden des Départements Gers. Die Gemeinde besteht aus Weilern, zahlreichen Streusiedlungen und Einzelgehöften. Die Baïsole bildet die östliche Gemeindegrenze. Nachbargemeinden sind Montaut im Norden, Viozan im Nordosten, Saint-Ost im Osten, Cuélas im Südosten und Süden, Duffort im Süden sowie Barcugnan im Westen.

## Geschichte
Im Mittelalter lagen die Orte Cazaux-Seillan (damals Loucazan-Seillan) und Sainte-Aurence in der Vogtei Moncassin der Grafschaft Astarac in der historischen Landschaft Gascogne und teilten deren Schicksal. Arroux, Bastanous und Manas gehörten von 1793 bis 1801 zum District Mirande. Seit 1801 sind die Gemeinden dem Arrondissement Mirande zugeteilt. Cazaux-Seillan gehörte von 1793 bis 1801 zum Kanton Mondastarac und danach zum Wahlkreis (Kanton) Miélan. Sainte-Aurence lag von 1793 bis 2015 im Wahlkreis (Kanton) Miélan. Im Jahr 1822 vereinigten sich die früheren Gemeinden Cazaux-Seillan (1821: 252 Einwohner) und Sainte-Aurence (1821: 308 Einwohner) zur heutigen Gemeinde.

## Bevölkerungsentwicklung
| Jahr                       | 1962 | 1968 | 1975 | 1982 | 1990 | 1999 | 2006 | 2011 | 2020 |
| Einwohner                  | 197  | 181  | 140  | 130  | 138  | 118  | 120  | 121  | 92   |
| Quellen: Cassini und INSEE |      |      |      |      |      |      |      |      |      |

## Sehenswürdigkeiten
- Kirche Saint-Urbain in Sainte-Aurence
- Madonnenstatue
- drei Wegkreuze
- Denkmal für die Gefallenen[3]

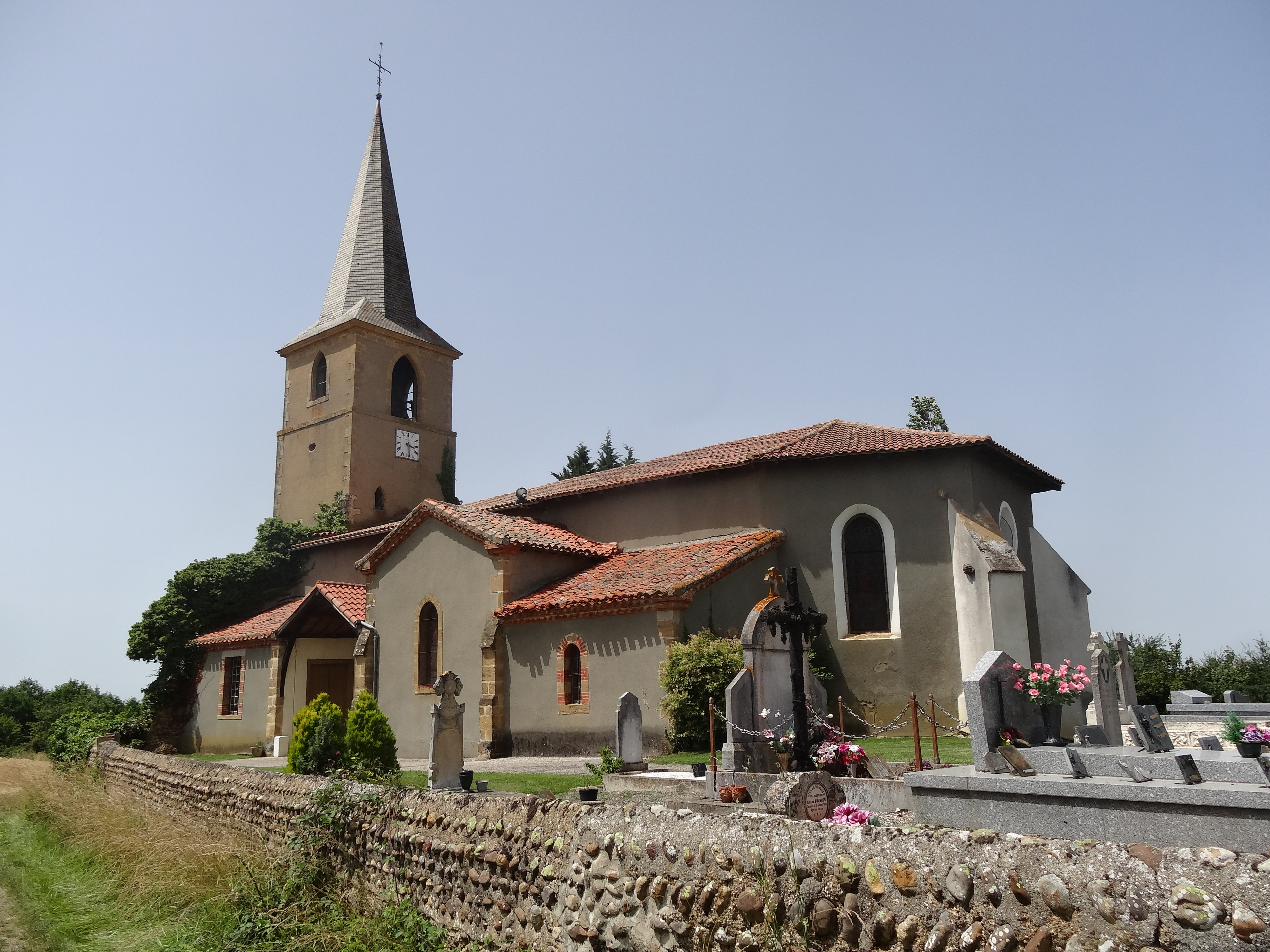
Kirche Saint-Urbain
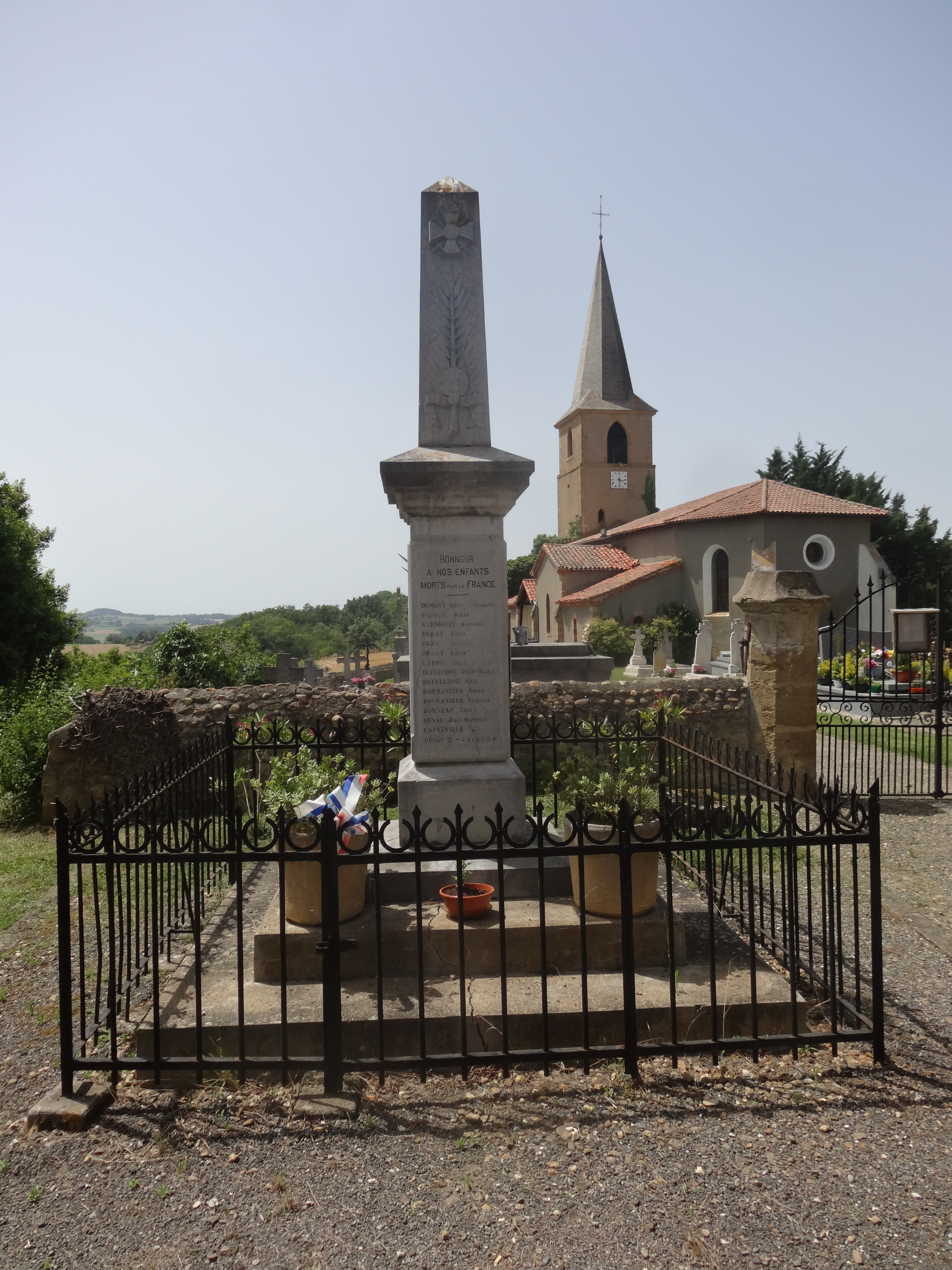
Gefallenendenkmal

## Verkehr
Die wichtigste regionale Verkehrsverbindung ist die D569.